# 29448 Паппос
29448 Паппос (29448 Pappos) — астероїд головного поясу, відкритий 23 серпня 1997 року.
Тіссеранів параметр щодо Юпітера — 3,468.